# Im Schatten des elektrischen Stuhls
Im Schatten des elektrischen Stuhls ist ein österreichischer Spielfilm aus dem Jahre 1927 rund um den Mordprozess von Sacco und Vanzetti.

## Handlung
Der italienische Einwanderer Nicola Sacco, Arbeiter in einer Schuhfabrik im US-amerikanischen Bridgewater, ist eng befreundet mit seinem Landsmann Bartolomeo Vanzetti. Dieser Fischer wohnt bei einer alten Russin und ihrer Tochter Sonja. Eines Tages im April 1920 wird ein Kassierer, der mit einem Kollegen eine Kiste mit Lohngeldern von einer Bank abgeholt hatte, überfallen und ausgeraubt. Die 16.000 Dollar werden entwendet und beide Männer getötet. Die Gangster entkommen mit der Beute in einem bereitstehenden Fahrzeug. Nachdem die Polizei trotz intensiver Suche nach den Tätern keine heiße Spur findet, erhält sie „von oben“ den Befehl, nach den beiden Lohngeldräubern auch in einschlägigen Anarchistenkreisen zu suchen.
Ein Polizeidetektiv, der sich als Arbeiter verkleidet hat, macht sich an Sonja heran, in der Hoffnung, Informationen zu erlangen. Rasch hat Sonja Vertrauen zu dem Polizeiinspektor gefasst und verliebt sich in ihn. Auf diese Weise hört der Mann erstmals auch von den beiden italienischen Einwanderern, denen gleichfalls anarchistische Neigungen nachgesagt werden. In der Garage eines gewissen Boda entdeckt der verdeckt ermittelnde Polizist bald das Fluchtfahrzeug der Räuber. Als erste polizeiliche Maßnahme erfolgt die Verhaftung zweier italienischer Anarchisten, die eine Zeitung herausgeben. Dort ist Vanzetti als Mitarbeiter tätig. Als er und Sacco kompromittierendes Material aus der Redaktion beiseiteschaffen wollen, werden sie bei diesem Vorgang von der Polizei beobachtet und verfolgt. Schließlich verstecken sie die Dokumente in dem einstigen Fluchtfahrzeug. Nunmehr gelten Sacco und Vanzetti als Hauptverdächtige.
Beide Männer werden sofort verhaftet und vor Gericht gestellt. Nach nur sechs Wochen Prozessdauer hat das Gericht keinen Zweifel an ihrer Schuld. Obwohl es reichlich Zeugen gibt, die ihnen Alibis stellen, werden die beiden Männer zum Tode verurteilt. Ganze sieben Jahre sitzen Sacco und Vanzetti hinter Gittern, und sieben Mal werden die Anträge auf ein Wiederaufnahmeverfahren abgeschmettert. Schließlich wird der Termin für die Hinrichtung auf den 10. Juli 1927 festgesetzt, dann auf den 10. August verschoben. Zahlreiche Gnadengesuche wie auch die Unschuldsbeteuerungen der Verurteilten verfehlen ihre Wirkung – Gouverneur Fuller hält eisern an dem Todesurteil fest. Doch dann wird eines Tages ein gewisser Medeiros wegen eines anderen Mordes verhaftet. Der Mann beschwört, dass Sacco und Vanzetti an der ihnen zur Last gelegten Bluttat vollkommen unschuldig sind. Und wieder wird der Hinrichtungstermin verschoben…

## Produktionsnotizen und weitere Verfilmung des Falls
Im Schatten des elektrischen Stuhls war eine direkte Reaktion auf das als Sensationsprozess bezeichnete Gerichtsverfahren gegen zwei italienische Einwanderer in den USA. Unmittelbar nach dem Urteilsspruch vom 7. April 1927, in dem die Todesstrafe verhängt wurde, ging der Film als Sacco und Vanzetti in Planung. Die Drehzeit fiel in die entscheidende Phase während der endgültigen Festsetzung des Hinrichtungstermins. 
Der siebenaktige Film gilt als die erste Produktion, die sich mit den Geschehnissen auseinandersetzten und lief am 7. Oktober 1927 in Wien an. Zu diesem Zeitpunkt waren Sacco und Vanzetti bereits seit sechseinhalb Wochen tot. In Deutschland wurde der Film unter dem Titel Am Tode vorbei gezeigt.
Mehr als vier Jahrzehnte später kam 1971 mit der von Giuliano Montaldo gedrehten italienisch-französischen Koproduktion unter dem Originaltitel Sacco e Vanzetti eine international erfolgreichere Verfilmung des Falles in die Kinos. Darin spielten Gian Maria Volonté und Riccardo Cucciolla die beiden Beschuldigten.

## Zeitgenössische Rezension
„Die Angelegenheit Sacco und Vanzetti, die in der ganzen Welt so viel Staub aufwirbelte, ist hier, glänzend inszeniert, mit ihrer Vorgeschichte und allen Details, in so fesselnder, menschlich nahegehender Form wiedergegeben, daß man gepackt von Szene zu Szene dem Verlauf der Handlung folgt, die sich da vor den Augen des Beschauers, einem unaufhaltsamen Schicksal gleich, abwickelt.“